# كورتيس آدامز (ساحر استعراضي)
كورتيس آدامز (بالإنجليزية: Curtis Adams)‏ هو ساحر استعراضي أمريكي، ولد في 1982.

## مصدر
1. ↑  "Alan Curtis Adams". مؤرشف من الأصل في 2019-08-20.